# Ion Nunweiller
Pour les articles homonymes, voir Nunweiller.
Ion Nunweiller, né le 9 janvier 1936 à Piatra Neamț en Roumanie et mort le 3 février 2015 à Pitești en Roumanie, était un joueur et entraîneur de football roumain. Il compte 40 sélections en équipe nationale entre 1958 et 1967. 
Ses six frères sont aussi des footballeurs, Costică, Dumitru, Lică, Victor, Radu et Eduard.

## Biographie

### Carrière de joueur
Avec le Dinamo Bucarest, il remporte cinq championnats de Roumanie et trois Coupes de Roumanie.
Il dispute un total de 287 matchs en première division roumaine, pour 19 buts inscrits, ainsi que 57 matchs en première division turque, pour 6 buts inscrits.
Il joue également 23 matchs en Coupe d'Europe des clubs champions, pour deux buts inscrits.

### Carrière internationale
Ion Nunweiller est convoqué pour la première fois par le sélectionneur national Augustin Botescu pour un match amical contre la Hongrie le 26 octobre 1958 (défaite 2-1). Il reçoit sa dernière sélection le 25 juin 1967 contre l'Italie (défaite 1-0).
Il participe aux Jeux olympiques de 1964, compétition lors de laquelle il joue quatre matchs.
Il compte 40 sélections avec l'équipe de Roumanie entre 1958 et 1967. Entre 1964 et 1967, il porte à 9 reprises le brassard de capitaine de la sélection nationale roumaine.

### Carrière d'entraîneur
En tant que manager du Dinamo Bucarest, il est sacré champion de Roumanie à trois reprises.

## Palmarès

### Joueur
- Avec le Dinamo Bucarest :
  - Champion de Roumanie en 1962, 1963, 1964, 1965 et 1971
  - Vainqueur de la Coupe de Roumanie en 1959, 1964 et 1968

- Avec le Fenerbahçe :
  - Champion de Turquie en 1970

### Entraîneur
- Avec le Dinamo Bucarest :
  - Champion de Roumanie en 1973, 1975 et 1977

- Avec le Ceahlăul Piatra Neamț :
  - Champion de Roumanie de D2 en 1993